# 明和村
明和村（めいわむら）は、福島県南会津郡にあった村。1955年、西部の只見村と飛地合併して消滅した。現在は只見町の一部。

## 沿革
- 1889年4月1日 - 町村制施行に伴い南会津郡に以下の3村が成立。
  - 小梁村 ← 小林村，梁取村
  - 八幡村 ← 塩岐村，二軒在家村，大倉村
  - 布沢村 ← 布沢村，坂田村
- 1940年11月5日 - 小梁村，八幡村，布沢村が合併して明和村が誕生。
- 1955年7月20日 - 只見村と合併して只見村となり消滅。